# Turbuța, Sălaj
Turbuța (în germană: Torf, în maghiară: Turbóca) este un sat în comuna Surduc din județul Sălaj, Transilvania, România. Se află în partea central-estică a acestuia.
Localitatea este amplasată pe malul drept al Văii Someșului, la poalele sud-estice ale Piscului Ronei. Prima atestare documentară a localității provine din anul 1387, când satul apare sub numele de villa olachalis Torbicza. Conform recensământului populației României din anul 2011, localitatea avea la acea dată 306 locuitori.
Satul este despărțit de restul comunei de râul Someș. Până la construirea unui pod rutier în 2022, transferul de pe un mal pe altul se făcea cu bacul.

## Imagini

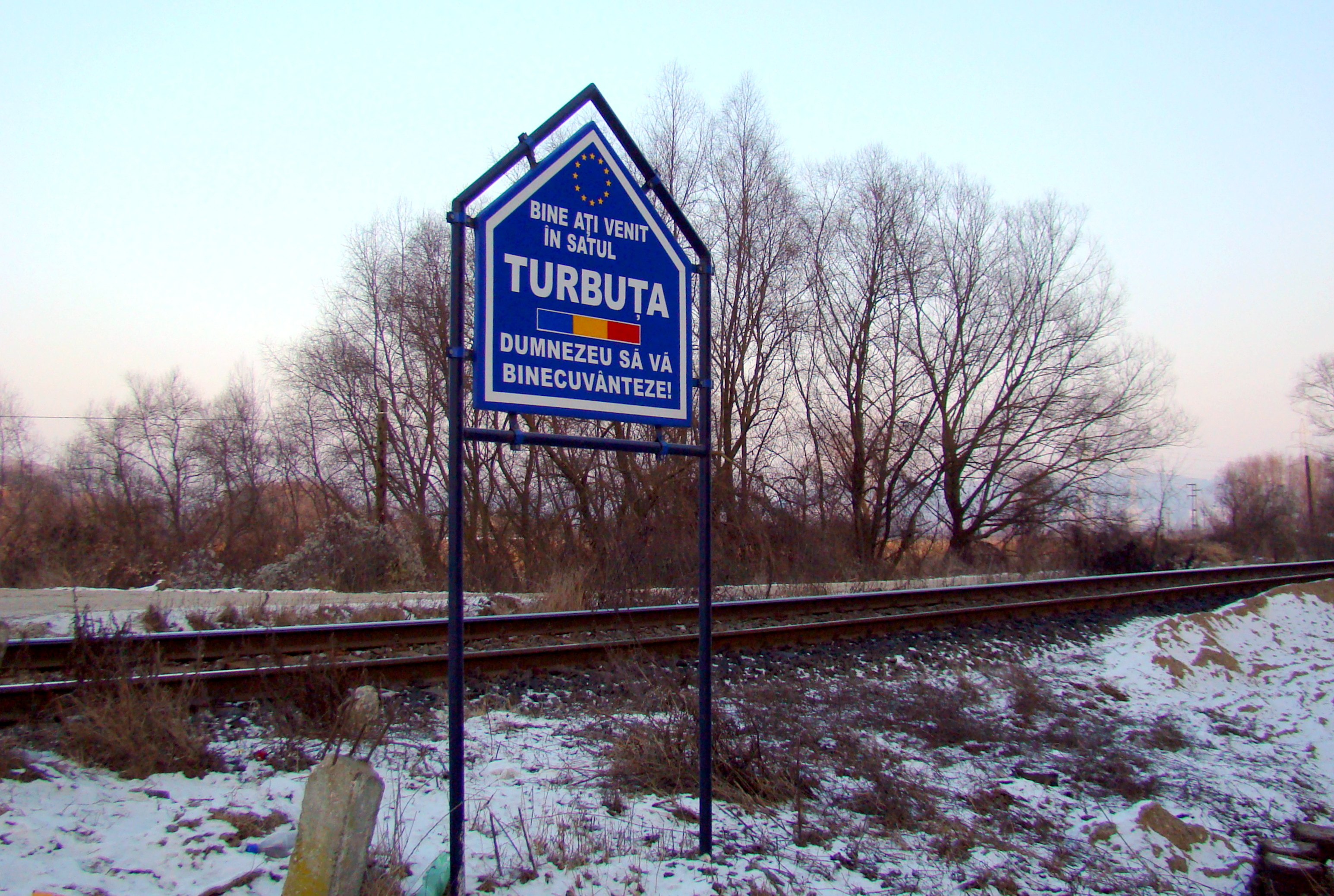
Intrarea în localitate
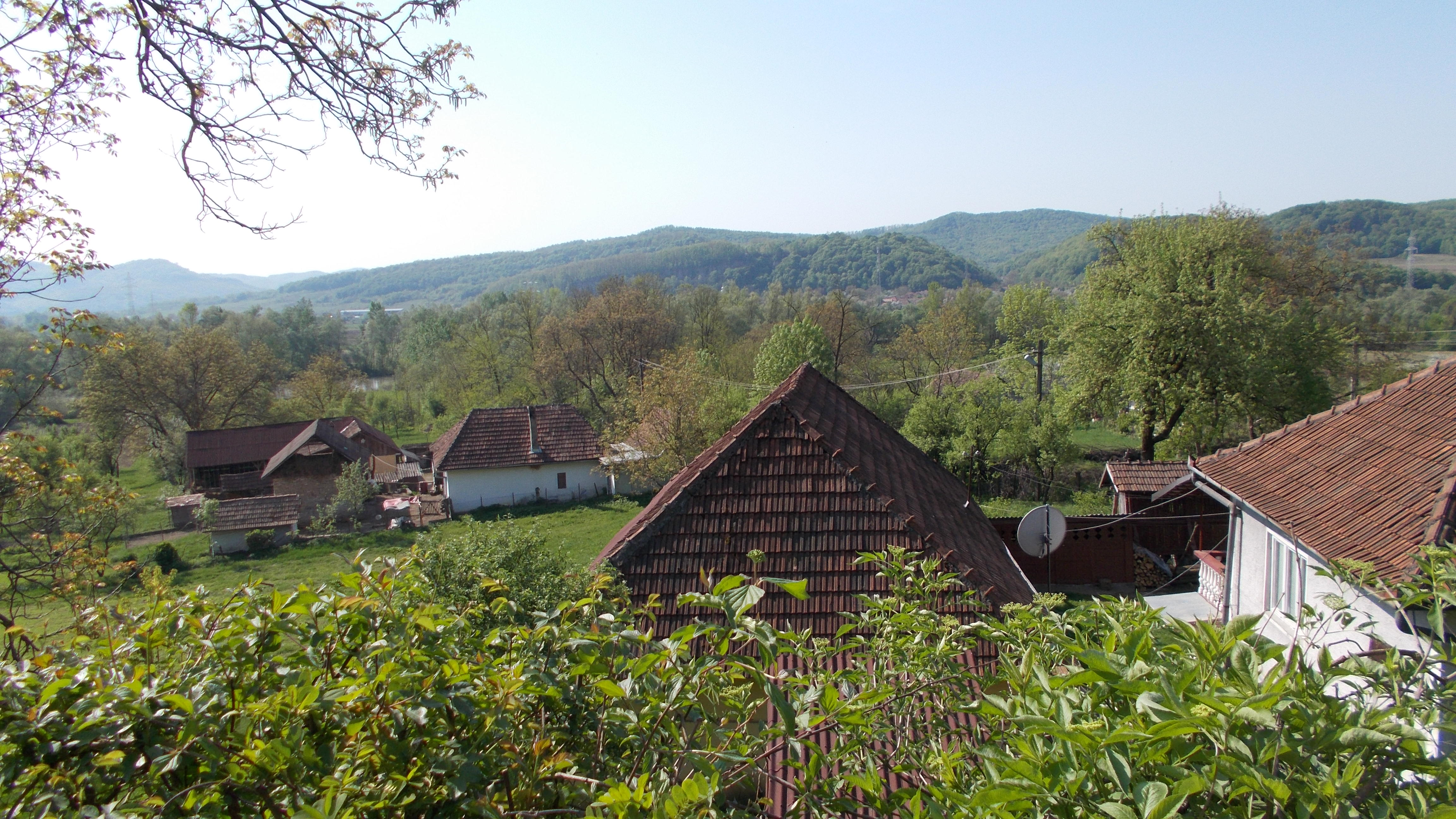
Imagine din sat
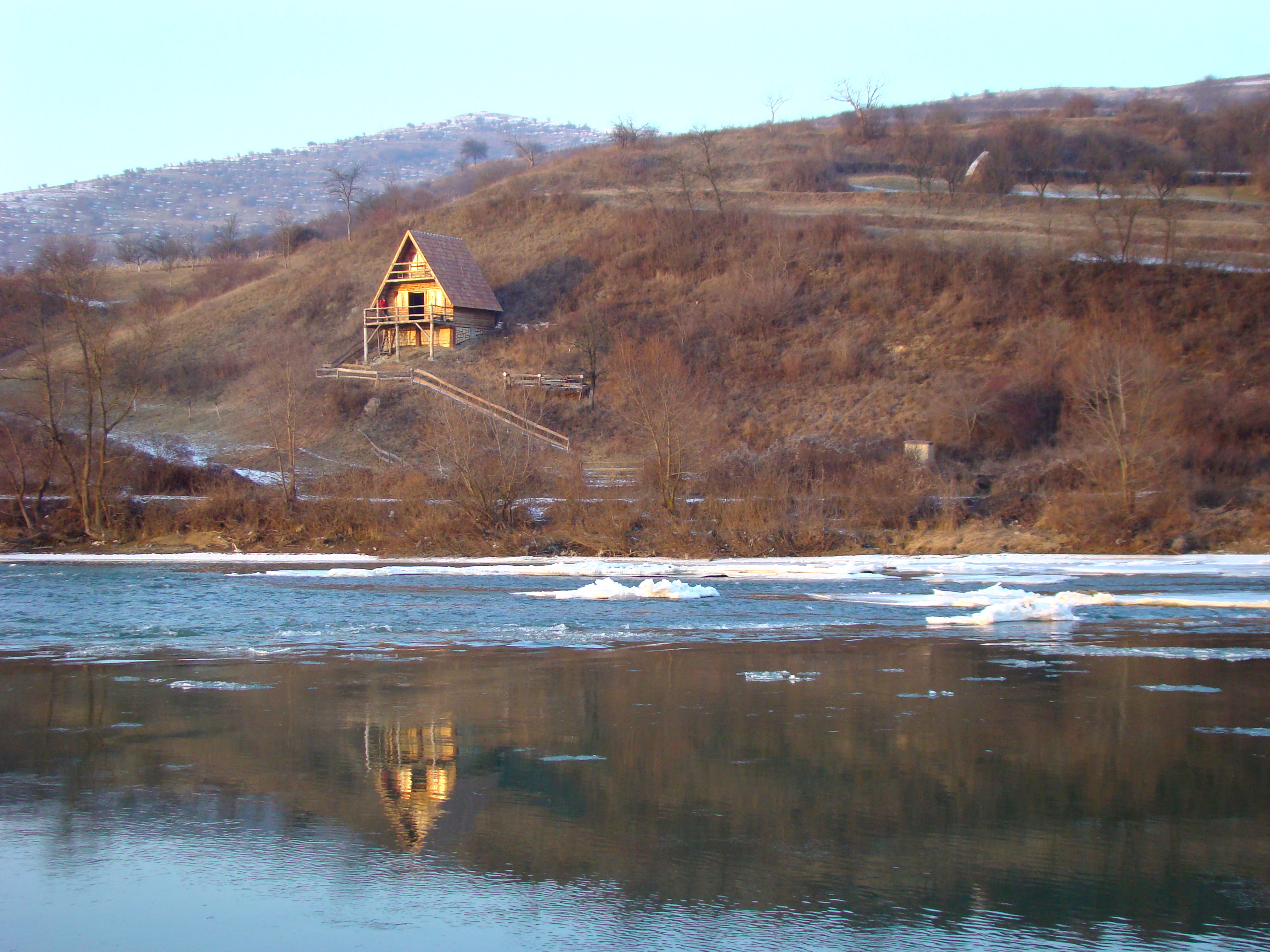
Râul Someș la Turbuța
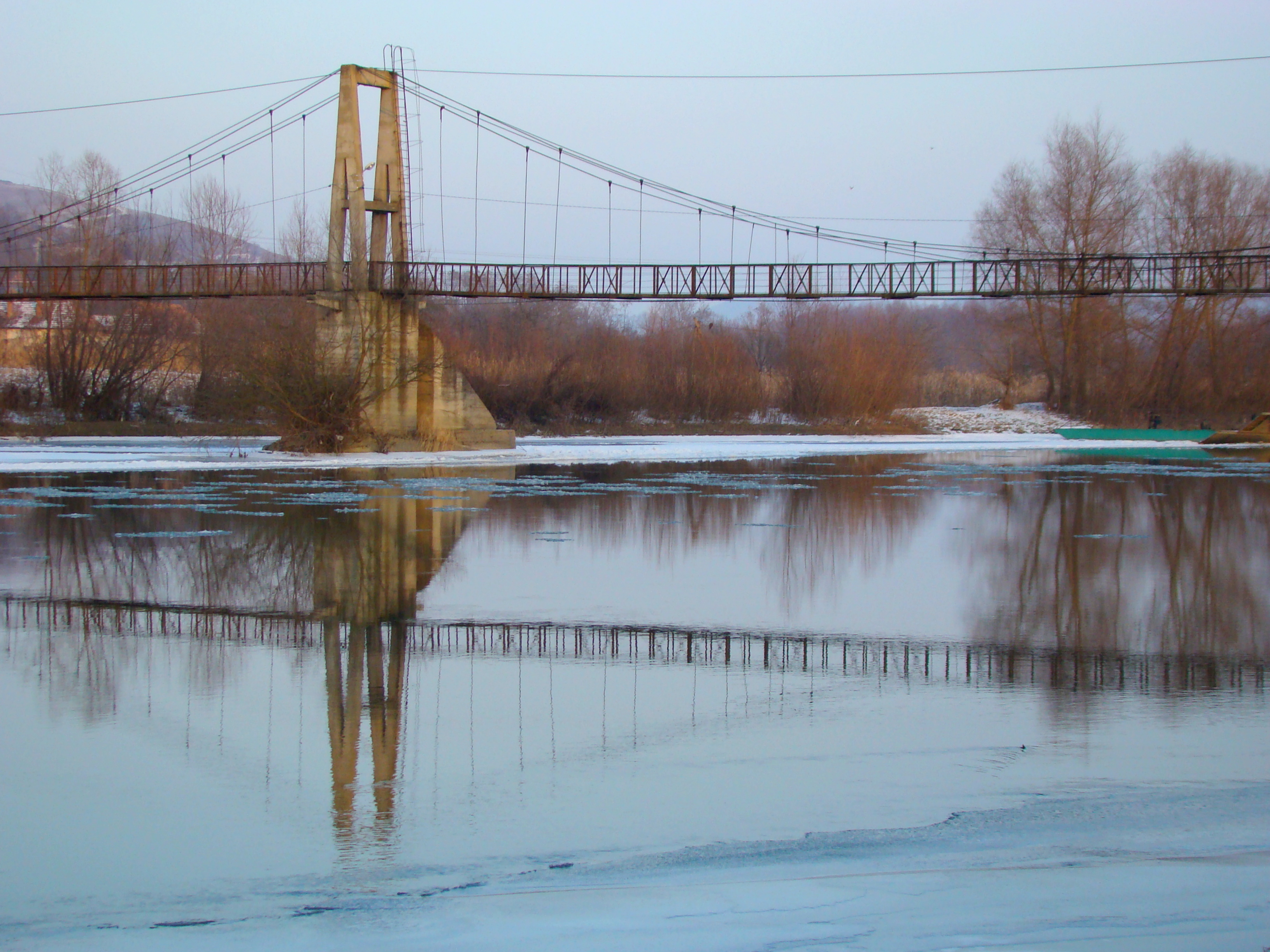
Vechea punte metalică peste Someș până la construirea noului pod rutier